# Euprosopia xanthops
Euprosopia xanthops är en tvåvingeart som beskrevs av Mcalpine 1973. Euprosopia xanthops ingår i släktet Euprosopia och familjen bredmunsflugor. Inga underarter finns listade i Catalogue of Life.